# Radheim

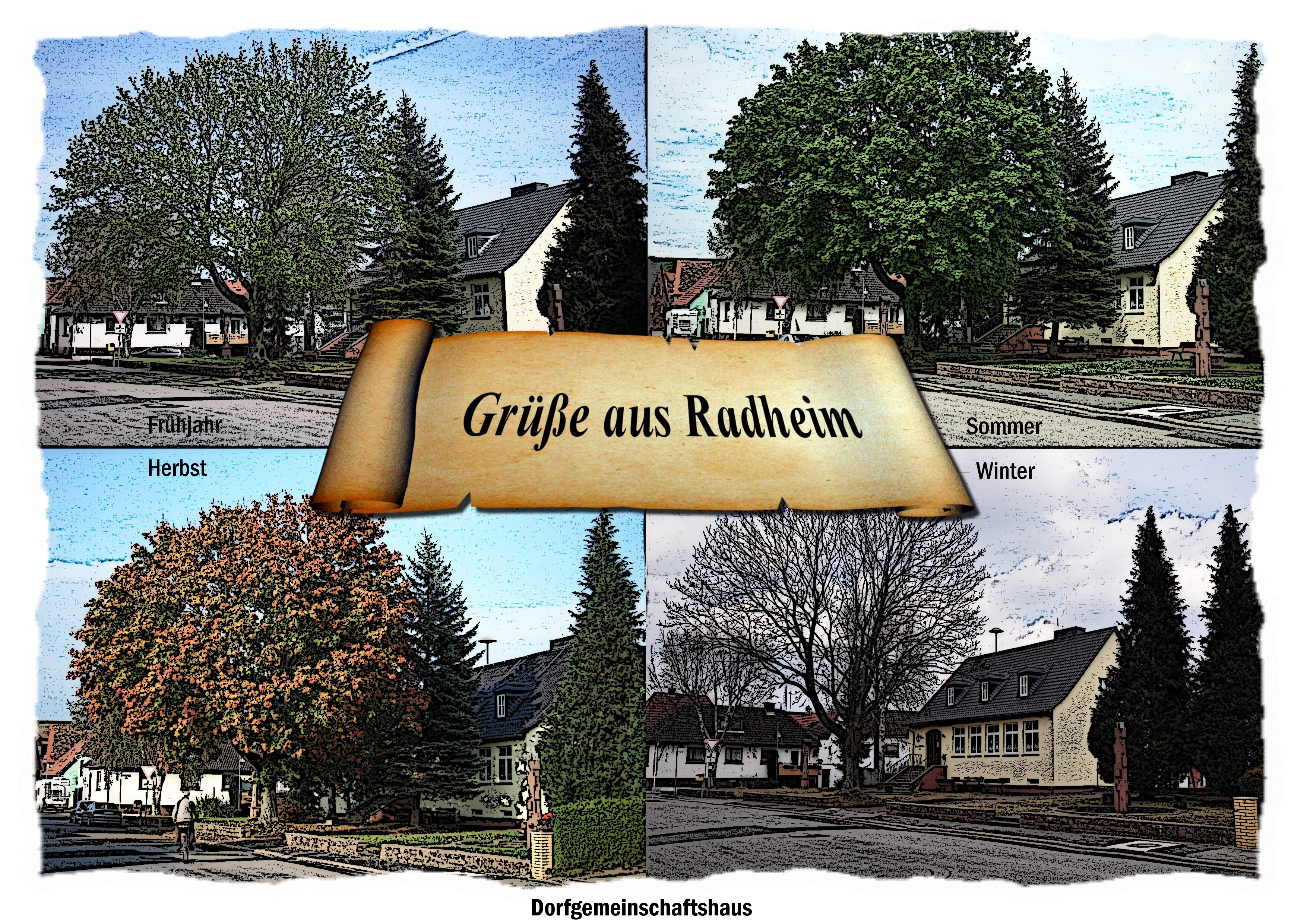
Grüße aus Radheim

Radheim ist ein Ortsteil der Gemeinde Schaafheim im südhessischen Landkreis Darmstadt-Dieburg.

## Geographie
Das Dorf liegt am nordöstlichen Rand des Odenwaldes im Bachgau, ca. 13 km östlich von Dieburg. Durch Radheim verläuft die Kreisstraße 106. Der Ort schließt direkt westlich an Mosbach an. Durch Radheim fließt der Pflaumbach (je nach Region auch Welzbach genannt), der in den Schönbusch-See im Park Schönbusch einfließt und bei Leider schließlich in den Main mündet. Der Ortsteil Radheim umfasst die Gemarkung Radheim.

## Geschichte

### Urgeschichte und Antike
Bodenfunde lassen auf eine frühe Besiedlung in der Jungsteinzeit schließen. Durch den Reichtum an Quellen boten sich hier ideale Siedlungsbedingungen.
Zur Römerzeit befand sich in Radheim, damals Teil der Provinz Obergermanien und ab 125 n. Chr. zum rechtsrheinischen Teil der Civitas Auderiensium mit dem Hauptort Dieburg gehörend, ein römischer Gutshof (villa rustica) anstelle der Kirche. Diese landwirtschaftlichen Betriebe versorgten die Truppen am nahen Limes.
Als Beweis dienen die gefundenen römischen Viergöttersteine. Den letzten Viergötterstein fand man bei Renovierungsarbeiten 1972 unter dem Altar der alten Radheimer Kirche. Ein Viergötterstein wird heute auch im Landesmuseum Darmstadt aufbewahrt. Mit dem Fall des Limes um das Jahr 260 n. Chr. zogen sich die Römer wieder hinter die Rheinlinie zurück.

### Mittelalter

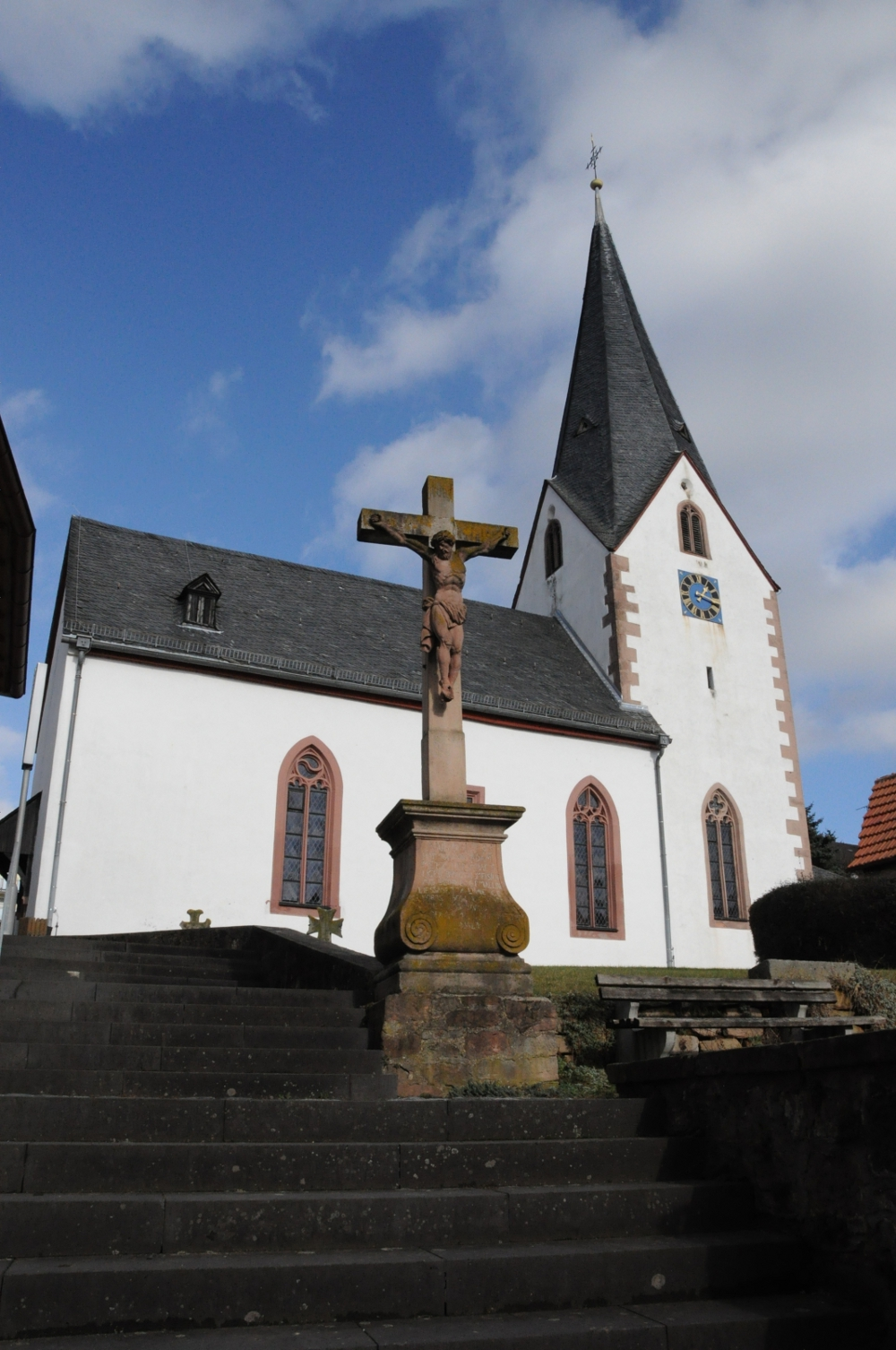
Radheimer Barockkirche von 1577, dem Hl. Laurentius gewidmet

Im 5. Jahrhundert besiedelten die Franken das Gebiet.
Die älteste erhaltene Erwähnung des Dorfes findet sich im Codex Eberhardi des Klosters Fulda von 798. In den historischen Dokumenten erscheint der Ortsname im Laufe der Jahrhunderte in wechselnden Schreibungen: Roden (um 800 bis 1262, 1403), Rode (1267, 1317), Roeden (1442), Raden (1445), Rodau (1457), Rode (1567), Rodheym (1577) und Rodheim (1812).
1278 kam der Ort mit den anderen Gemeinden des Bachgaus an das Kurfürstentum Mainz, wo es über fünf Jahrhunderte verblieb. Grundherren in der Gemarkung Radheim waren die Klöster Amorbach, Höchst und Aschaffenburg sowie die Johanniter aus Mosbach. Auch die Herren von Hanau, von Düdelsheim, die von Wasen und Schrautenbach hatten Güter und Berechtigungen in Radheim.

### Neuzeit
In Radheim galt das formal 1755 noch einmal eingeführte Mainzer Landrecht als Partikularrecht und das Gemeine Recht galt darüber hinaus, soweit das Mainzer Landrecht für einen Sachverhalt keine spezielle Regelung enthielt. Dieses Sonderrecht behielt seine Geltung auch im gesamten 19. Jahrhundert während der Zugehörigkeit des Gebietes zum Großherzogtum Hessen und wurde erst zum 1. Januar 1900 von dem einheitlich im ganzen Deutschen Reich geltenden Bürgerlichen Gesetzbuch abgelöst.
Nach der Auflösung des Mainzer Kurstaates kam Radheim zunächst zum Großherzogtum Frankfurt, wurde jedoch 1817 durch Tausch an das Großherzogtum Hessen angegliedert.
Die Statistisch-topographisch-historische Beschreibung des Großherzogthums Hessen berichtet 1829 über Radheim:

„Radheim (L. Bez. Dieburg) kath. Filialdorf; liegt an dem Welzbach 3 St. von Dieburg und 1 1⁄2 St. von Umstadt auf einer sanften Anhöhe. Der Ort hat 76 Häuser und 457 Einw., die bis auf 16 Luth. katholisch sind. In der Gemarkung findet sich ein Bruch von rothen Sandsteinen, und auf den nahe liegenden Höhen sind römische Grabhügel. – Dieser Ort, der seinen Namen wohl von Rado oder Rato herleitet, war ehemals mit einer Mauer umgeben und der Sitz mehrerer adeligen Familien; noch sind einige uralte steinerne, vormals adelige Gebäude vorhanden. Die Herrn von Schrautenbach waren Patronats- und Zehntherrn zu Radheim. Die Kirche, dem h. Laurentius geweiht, hat in einem später eingemauerten churfürstlich mainzischen Wappen die Jahrzahl 1578. In der Kirchhofsmauer ist ein Votiv-Altar eingemauert. Radheim kam 1817 von Baiern durch Tausch an Hessen.“

Radheim, das früher sehr stark landwirtschaftlich geprägt war, ist heute eine Wohngemeinde mit knapp 1000 Einwohnern.
Hessische Gebietsreform (1970–1977)
Im Zuge der Gebietsreform in Hessen wurde zum 1. Januar 1977 die bis dahin eigenständige Gemeinde Radheim kraft Landesgesetz nach Schaafheim eingegliedert.
Für Radheim sowie für die übrigen nach Schaafheim eingemeindeten Orte wurden Ortsbezirke gebildet.

### Verwaltungsgeschichte im Überblick
Die folgende Liste zeigt die Staaten und Verwaltungseinheiten, denen Radheim angehört(e):
- 1267: Bachgau
- vor 1803: Heiliges Römisches Reich, Kurfürstentum Mainz, Oberes Erzstift, Vizedomamt Aschaffenburg, Amtsvogtei Obernburg
- ab 1803: Heiliges Römisches Reich, Fürstentum Aschaffenburg,[Anm. 2] Amtsvogtei Obernburg
- ab 1806: Fürstentum Aschaffenburg,[Anm. 3] Departement Aschaffenburg
- ab 1810: Großherzogtum Frankfurt,[Anm. 4] Departement Aschaffenburg, Distriktmarie Obernburg
- ab 1814: Königreich Bayern,[Anm. 5] Fürstentum Aschaffenburg, Districtmarie Obernburg
- ab 1817: Großherzogtum Hessen[Anm. 6], Provinz Starkenburg, Amt Umstadt
- ab 1821: Großherzogtum Hessen, Provinz Starkenburg, Landratsbezirk Dieburg[Anm. 7]
- ab 1832: Großherzogtum Hessen, Provinz Starkenburg, Kreis Dieburg
- ab 1848: Großherzogtum Hessen, Regierungsbezirk Dieburg
- ab 1852: Großherzogtum Hessen, Provinz Starkenburg, Kreis Dieburg
- ab 1871: Deutsches Reich, Großherzogtum Hessen, Provinz Starkenburg, Kreis Dieburg
- ab 1918: Deutsches Reich, Volksstaat Hessen,[Anm. 8] Provinz Starkenburg, Kreis Dieburg
- ab 1938: Deutsches Reich, Volksstaat Hessen, Landkreis Dieburg[9][Anm. 9]
- ab 1945: Deutsches Reich, Amerikanische Besatzungszone,[Anm. 10] Groß-Hessen, Regierungsbezirk Darmstadt, Landkreis Dieburg
- ab 1946: Deutsches Reich, Amerikanische Besatzungszone, Land Hessen, Regierungsbezirk Darmstadt, Landkreis Dieburg
- ab 1949: Bundesrepublik Deutschland, Land Hessen, Regierungsbezirk Darmstadt, Landkreis Dieburg
- ab 1977: Bundesrepublik Deutschland, Land Hessen, Regierungsbezirk Darmstadt, Landkreis Darmstadt-Dieburg, Gemeinde Schaafheim[Anm. 11]

### Gerichte
Die zuständige Gerichtsbarkeit der ersten Instanz war:
- 1783: Erzstift Mainz, Cent Bachgau (Hochgerichtsbarkeit), Vogteiamt Obernburg (Niedergerichtsbarkeit)
- 1821: Landgericht Umstadt
- 1879: Amtsgericht Groß-Umstadt
- 1968: Amtsgericht Dieburg

## Bevölkerung

### Einwohnerstruktur 2011
Nach den Erhebungen des Zensus 2011 lebten am Stichtag, dem 9. Mai 2011, in Radheim 918 Einwohner. Darunter waren 39 (4,2 %) Ausländer. Nach dem Lebensalter waren 171 Einwohner unter 18 Jahren, 411 waren zwischen 18 und 49, 183 zwischen 50 und 64 und 153 Einwohner waren älter. Die Einwohner lebten in 262 Haushalten. Davon waren 81 Singlehaushalte, 102 Paare ohne Kinder und 147 Paare mit Kindern, sowie 30 Alleinerziehende und 3 Wohngemeinschaften.

### Einwohnerentwicklung
| • 1812: | 74 Feuerstellen, 486 Seelen |

| Radheim: Einwohnerzahlen von 1812 bis 2018 | Radheim: Einwohnerzahlen von 1812 bis 2018 | Radheim: Einwohnerzahlen von 1812 bis 2018 | Radheim: Einwohnerzahlen von 1812 bis 2018 | Radheim: Einwohnerzahlen von 1812 bis 2018 |
| --- | ------------------------------------------ | ------------------------------------------ | ------------------------------------------ | ------------------------------------------ |
| Jahr |                                            |                                            |                                            | Einwohner                                  |
| 1812 | 1812                                       |                                            | 486                                        | 486                                        |
| 1829 | 1829                                       |                                            | 457                                        | 457                                        |
| 1834 | 1834                                       |                                            | 498                                        | 498                                        |
| 1840 | 1840                                       |                                            | 513                                        | 513                                        |
| 1846 | 1846                                       |                                            | 572                                        | 572                                        |
| 1852 | 1852                                       |                                            | 602                                        | 602                                        |
| 1858 | 1858                                       |                                            | 556                                        | 556                                        |
| 1864 | 1864                                       |                                            | 538                                        | 538                                        |
| 1871 | 1871                                       |                                            | 501                                        | 501                                        |
| 1875 | 1875                                       |                                            | 486                                        | 486                                        |
| 1885 | 1885                                       |                                            | 476                                        | 476                                        |
| 1895 | 1895                                       |                                            | 482                                        | 482                                        |
| 1905 | 1905                                       |                                            | 456                                        | 456                                        |
| 1910 | 1910                                       |                                            | 435                                        | 435                                        |
| 1925 | 1925                                       |                                            | 443                                        | 443                                        |
| 1939 | 1939                                       |                                            | 477                                        | 477                                        |
| 1946 | 1946                                       |                                            | 635                                        | 635                                        |
| 1950 | 1950                                       |                                            | 631                                        | 631                                        |
| 1956 | 1956                                       |                                            | 551                                        | 551                                        |
| 1961 | 1961                                       |                                            | 577                                        | 577                                        |
| 1967 | 1967                                       |                                            | 667                                        | 667                                        |
| 1970 | 1970                                       |                                            | 726                                        | 726                                        |
| 1980 | 1980                                       |                                            | ?                                          | ?                                          |
| 1990 | 1990                                       |                                            | ?                                          | ?                                          |
| 2000 | 2000                                       |                                            | ?                                          | ?                                          |
| 2011 | 2011                                       |                                            | 918                                        | 918                                        |
| 2018 | 2018                                       |                                            | 990                                        | 990                                        |
| Datenquelle: Historisches Gemeindeverzeichnis für Hessen: Die Bevölkerung der Gemeinden 1834 bis 1967. Wiesbaden: Hessisches Statistisches Landesamt, 1968. Weitere Quellen: LAGIS; Zensus 2011; nach 2011 Gemeinde Schaafheim |                                            |                                            |                                            |                                            |

### Religionszugehörigkeit
| • 1829: | 16 lutheranische (= 3,50 %) und 441 katholische (= 96,50 %) Einwohner |
| • 1961: | 42 evangelische (= 7,28 %), 533 katholische (= 92,37 %) Einwohner     |

## Religion
Kirchlich gehörte Radheim bis 1820 zu Wenigumstadt und anschließend als Filiale zu Mosbach. Nach 1945 erhielt Radheim, gemeinsam mit Schaafheim, eine eigene Pfarrei. Die heute noch erhaltene Laurentiuskirche wurde 1577 anstelle eines kleineren Gotteshauses errichtet, dabei blieb der gotische Turm erhalten.

## Politik
Für Radheim besteht ein Ortsbezirk (Gebiete der ehemaligen Gemeinde Radheim) mit Ortsbeirat und Ortsvorsteher nach der Hessischen Gemeindeordnung. Der Ortsbeirat besteht aus sieben Mitgliedern. Bei den Kommunalwahlen in Hessen 2021 betrug die Wahlbeteiligung zum Ortsbeirat 52,66 %. Dabei wurden gewählt: je drei Mitglieder der CDU und der „Freien Wählergemeinschaft Schafheim“ (FWG) und ein Mitglied der SPD. Der Ortsbeirat wählte Alfons Faust (CDU) zum Ortsvorsteher.

## Sehenswürdigkeiten
- Nördlich von Radheim, auf dem Weg nach Schaafheim, ragt auf einem Hügel der 22 m hohe Wartturm auf, den 1492 der Mainzer Erzbischof Berthold von Henneberg an der alten Bachgauer Landwehr errichten ließ. Er sicherte den Übergang des Handelsweges in Kurmainzer Gebiet. 1992 wurde der Turm restauriert und wieder begehbar gemacht.
- Radheim besitzt zwei Kirchen. Die Kirchen sind dem Hl. Laurentius geweiht. Die erste Kirche ist aus dem Jahre 1244 nachgewiesen. Die heutige alte Kirche wurde 1577 errichtet. Ihr Turm stammt aus dem 14. Jahrhundert. 1903 wurde das Kirchenschiff um sechs Meter verlängert und 1968 wieder um sechs Meter verkürzt. Von außen unscheinbar, umso prachtvoller ist die barocke Innenausstattung, die zwischen 1763 und 1767 gestaltet wurde. Die neue Kirche wurde 1964 errichtet. Beide Gotteshäuser sind mit einem Gang verbunden.
- Die alte Ortsmauer mit Schießscharte.
- Der Bildstock der Hl. Ottilie, 1793 errichtet, der Stein aber vermutlich romanisch, 1965 schwer beschädigt, seit 1976 neu errichtet am Waldweg von Dorndiel stehend, befindet sich am Einhardweg, einem mittelalterlichen historischen Wanderweg, der von Dorndiel über den Höhenzug des Odenwaldes durch Radheim führt.
- Straußenfarm Tannenhof nordwestlich von Radheim.
- Die Brennerei Bachgau-Destille.

## Verkehr

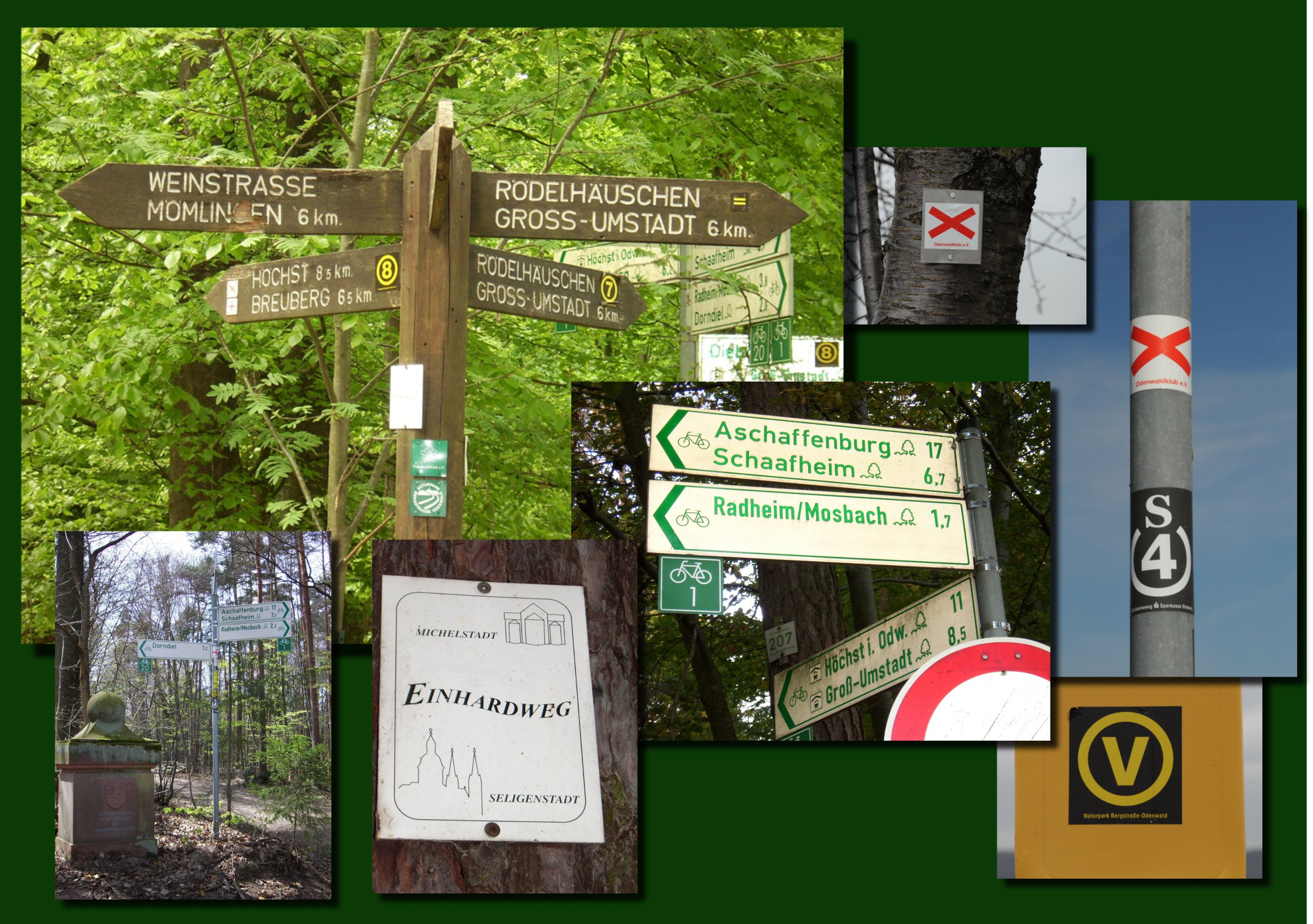
Radheim im Bachgau,
ausführliches Radwege- und Wanderwegenetz rund um den Ort;
Ausgangsort für Wanderungen in Odenwald und Spessart

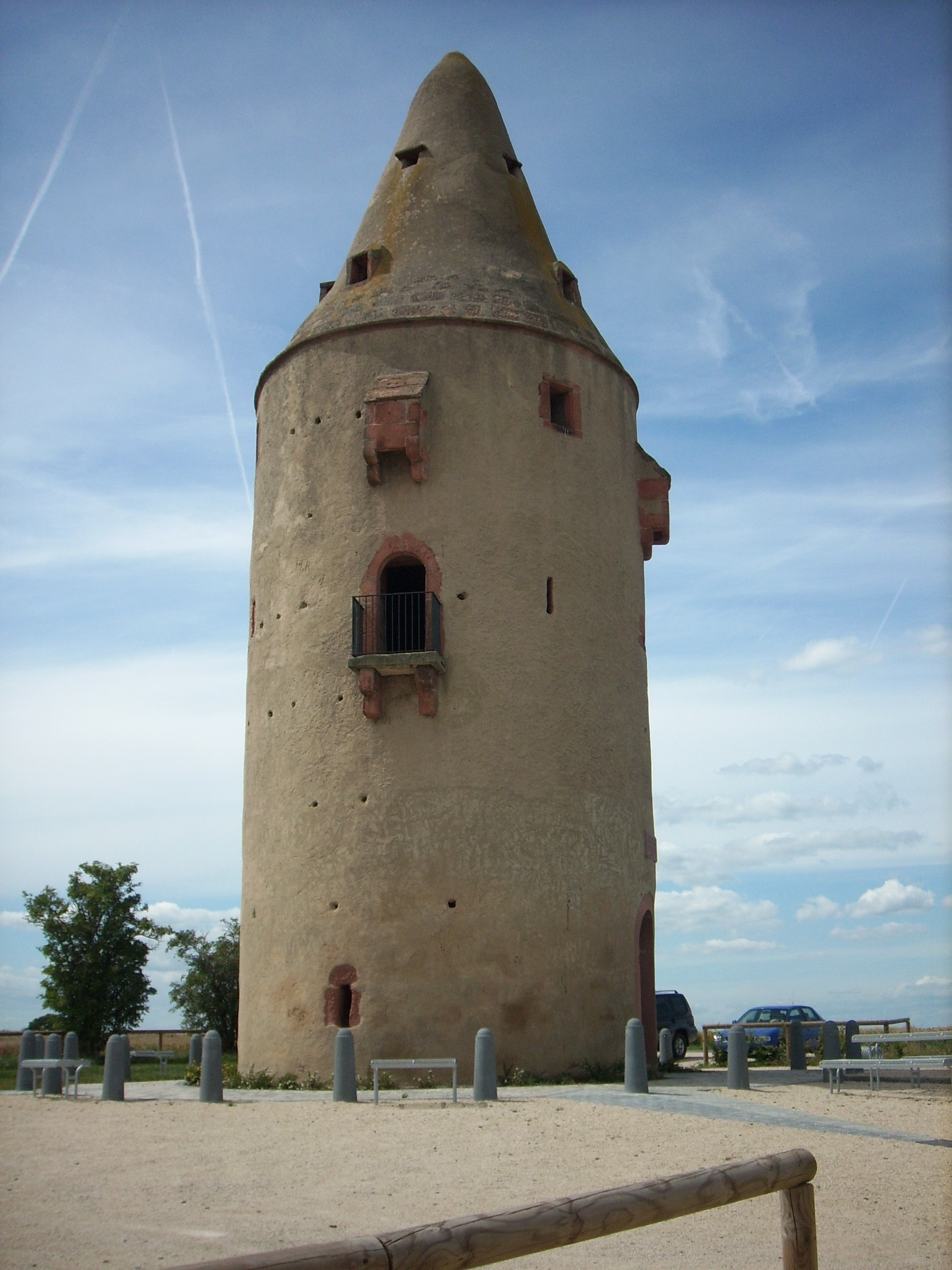
Wartturm bei Radheim

### Eisenbahn
Die nächstgelegenen Bahnhöfe sind:
- Aschaffenburg Hauptbahnhof
- Bahnhof Babenhausen (Hessen)

### Buslinien
- K 54 Babenhausen (Hessen) Bahnhof
- K 54 Aschaffenburg-Hauptbahnhof

### Rad- und Wanderwegenetz
Rund um Radheim gibt es ein umfangreiches ausgeschildertes Rad- und Wanderwegenetz. Bekanntester Wanderweg ist der historische Einhardweg mit Radheim als Zwischenstation.

### Fernstraßen
- B 26 Richtung Darmstadt Anschluss zur A 5 (Basel-Karlsruhe-Frankfurt-Kassel) und A 67
- B 26 östlich Richtung Aschaffenburg Anschluss zur A 3 (Köln-Bonn-Frankfurt-Würzburg-Nürnberg-Passau)
- B 45 Richtung Hanau Anschluss zu A 3 und A 45 (Hanau)
- B 45 nördlich Richtung Frankfurt/Offenbach über B 486 und A 661 (Egelsbach-Frankfurt)
- B 45 südlich Richtung Michelstadt/Erbach.

## Persönlichkeiten

### Söhne und Töchter der Stadt
- Peter Wolf, lat. Petrus Lupinus (* in Radheim; † 1521 in Wittenberg), Theologe, im Jahr 1506 Rektor der Universität Wittenberg, Förderer von Martin Luther[12]
- Rüdiger Kramm (* 1945 oder 1954), Architekt und Hochschullehrer

### Personen, die in Radheim gelebt haben
- Norbert Kühne (* 1941) (Pseudonym: Ossip Ottersleben), deutscher Schriftsteller, Psychologe und Publizist, lebte von 1943 bis ca. 1953 in Radheim; besuchte die Klassen 1–4 der damaligen Volksschule.